# Golfclub Augsburg
Golfclub Augsburg is een golfclub in Burgwalden in de gemeente Bobingen in de Duitse deelstaat Beieren.
In 1959 werd 27 hectare grond van Fürst Fugger-Babenhausen gehuurd voor een periode van twintig jaren. Daarop werd een baan aangelegd van 9 holes door golfbaanarchitect Dr. Bernhard von Limburger uit Stuttgart. In 1979 werd het huurcontract verlengd en werd 27 hectare grond bijgehuurd, zodat de baan naar 18 holes kon worden uitgebreid. Het ontwerp van dit deel is van Donald Harradine.

## Augsburg Classic
De Augsburg Classic maakt sinds 2006 deel uit van de EPD Tour. Het werd in 2006 en 2007 gewonnen door Nederlandse spelers, John Bleys en Taco Remkes en in 2008 en 2009 door Duitse spelers, Richard Porter en Christopher Trunzer.